# Arichanna commixta
Arichanna commixta là một loài bướm đêm trong họ Geometridae.